# Vittorio Remino
Vittorio Remino (Caserta, 3 ottobre 1962) è un bassista italiano.

## Biografia
Musicista, produttore e arrangiatore, che matura la propria esperienza come bassista nella scena rock, jazz e fusion di inizio anni ottanta.
Nel 1984 inizia una lunga carriera come componente della Piccola Orchestra Avion Travel con i quali realizza le prime produzioni, tra cui Sorpassando (San Remo rock), Perdo tempo, colonna sonora del film In una notte di chiaro di luna di Lina Wertmüller, Bellosguardo, Opplà nel brano Aria di te. Ritorna nella band nel 2005 (Avion Travel quartet). Partecipa come ospite al disco Danson Metropoli, insieme a Gianna Nannini e Paolo Conte nel brano Elisir. Successivamente collabora al disco L'amico magico (omaggio a Nino Rota) e alla relativa tournée (con orchestra di 55 elementi).
Collabora con molti artisti del panorama musicale italiano, tra i quali: Nino Buonocore, Enzo Gragnaniello, Gigi Finizio, James Senese, Mango, Audio due, Eduardo De Crescenzo.
Dal 2011 Playing Mastering: Fausto Mesolella, Donato Cutolo, Liprando, Luca Rossi, Bradipos V,  Peppe Russo, Vitrone, Tiempo Antico.